# Titisee-Neustadt
Titisee-Neustadt je německé město nacházející se v jihozápadním Bádensko-Württembersku. Jedná se o lázeňské město známé díky svým Kneippovým hydroterapiím a léčebným metodám, taktéž představuje známé zimní středisko.

## Geografie
Obec Titisee se nachází na severním břehu jezera Titisee, které leží ve východním Feldbergu ve Schwarzwaldu. Obec Neustadt je odsud vzdálena 5 km na východ. Celým městem protéká říčka nazývaná Seebach. Nejvyšší bod v okolí obce je hora Hochfirst vysoká 1 192 m, na jejím úpatí se nachází největší přírodní německý můstek určený pro skoky na lyžích pojmenovaný Hochfirstschanze.

## Partnerská města
- Coulommiers, Francie, 1971
- Leighton-Linslade, Spojené království, 1991